# Floating seeds remixed
Floating seeds remixed is een verzamelalbum met muziek van Ozric Tentacles. Een aantal artiesten remixte de muziek en voorzag ze vooral van een stevigere ritmeachtergrond. De muziek kreeg daardoor in sommige bewerkingen een tranceachtige stijl. Het album laat horen dat de muziekstijl spacerock zoals de Ozrics die spelen, dicht tegen de trance aanleunt en andersom.

## Muziek
| Nr. | Titel                                                                              | Remixer                 | Duur |
| --- | ---------------------------------------------------------------------------------- | ----------------------- | ---- |
| 1.  | Sunair (Ozric Tentacles)                                                           | System 7                | 8:33 |
| 2.  | Pteranodon (Ozric Tentacles)                                                       | Simon Posford           | 8:53 |
| 3.  | Neurochasm (Ozric Tentacles)                                                       | Sparky Lightburn        | 5;25 |
| 4.  | Sploosh! (Ozric Tentacles)                                                         | Youth                   | 7:10 |
| 5.  | Afroclonk (Ed Wynne, Zie Geelani, John Egan, Christiopher Lennox-Smith)            | Space Raiders           | 5:55 |
| 6.  | Strangeitude (Ozric Tentacles)                                                     | Eat Static              | 8:25 |
| 7.  | Eternal wheel (Ed Wynne, Merv Pepler)                                              | Zion Train              | 7:22 |
| 8.  | Meander (Ed Wynne, John Egan, Zia Geelani,Conrad Prince, Christopher Lennox-Smith) | Walters-BNX             | 8:27 |
| 9.  | Wob glass (Ozric Tentacles)                                                        | Will White/Simon Mauger | 5:43 |

In Eat Static speelden tijdens de uitgifte van het album ex-leden van de Ozric Tentacles.